# Artikel 1 van het Europees Verdrag voor de Rechten van de Mens
Artikel 1 van het Europees Verdrag voor de Rechten van de Mens verplicht staten om mensenrechten van hun burgers te respecteren. Het verdrag heeft rechtsgelding in alle staten die het verdrag hebben ondertekend, te weten de lidstaten van de Raad van Europa, daaronder België en Nederland.

## Tekst
Artikel 1 – Verplichting tot eerbiediging van de rechten van de mens
De Hoge Verdragsluitende Partijen verzekeren een ieder die
ressorteert onder haar rechtsmacht de rechten en vrijheden die
zijn vastgesteld in de Eerste Titel van dit Verdrag.

### Toepasbaarheid
De garanties van het EVRM gelden ten aanzien van een ieder, ongeacht diens nationaliteit, die onder de jurisdictie van een verdragsstaat valt.

- op het gehele territoir van de lidstaat[2][3]
- bij acties van diplomaten en consulaire medewerkers buiten het territoir, op schepen en in vliegtuigen die de vlag van de lidstaat voeren.[3]
- bij militaire actie buiten het eigen territoir.[3]

## Jurisprudentie
Hieronder een niet representatieve lijst met mijlpaal-arresten van het Europese Hof voor de Rechten van de Mens (EHRM) betreffende Artikel 1.
1. In het Marckx-arrest bepaalde het EHRM dat een staat niet alleen moet afzien van een inbreuk op de in de Conventie vervatte rechten, maar soms ook actief moet optreden om een inbreuk te voorkomen.[2]
2. In het arrest Šečić v. Croatia[4] bepaalde het ECHR dat staten maatregelen moeten nemen zodat privépersonen geen personen mishandelen en dergelijke mishandelingen moeten onderzoeken.[2]

Artikel 1 · Artikel 2 · Artikel 3 · Artikel 4 · Artikel 5 · Artikel 6 · Artikel 7 · Artikel 8 · Artikel 9 · Artikel 10 · Artikel 11 · Artikel 12 · Artikel 13 · Artikel 14 · Artikel 15 · Artikel 16 · Artikel 17 · Artikel 18 · Protocollen